# وكالة شهاب للأنباء
وكالة شهاب للأنباء ، وكالة أنباء فلسطينية، وفرع من شبكة الأقصى الإعلامية. أسست في شهر كانون الثاني، 2007م في غزة، شهيرة في الساحة الفلسطينية فهي أكبر الصفحات الإخبارية الفلسطينية عالفيسبوك، وتم مهاجمة الصفحة أكثر من مرة واغلاقها من المخبرات الإسرائيلية.
تعمل في مجال تقديم الخدمات الاعلامية والإنتاجية لجميع المؤسسات الإعلامية المحلية والعربية والدولية ولجميع الجهات المهتمة، وتتبع الوكالة في سياساتها نظام الحفاظ على حقوق الشعب الفلسطيني وعدم التفريط فيها كما تعمل من خلال اعلامها على اظهار المعاناة التي يعيشها الشعب الفلسطيني بسبب ممارسات الاحتلال الإسرائيلي العدوانية بحقه، وتتنوع الخدمات المقدمة ما بين توفير خدمات أخبارية صحفية أو إنتاجية أو فنية. لتلبي الوكالة حاجة كافة المؤسسات الاعلامية بكافة اشكالها واختلاف توجهاتها.

## النشأة والتأسيس
وكالة أنباء فلسطينيّة إخبارية انشئت في الأول من يناير للعام 2007 م، نعمل على مدار الساعة لننقل الصورة الحقيقية للأحداث المتسارعة في الساحة الفلسطينية، وترسيخ مبادئ الإعلام المهني الحرّ لنرتقي به إلى مستويات متميزة.
تحرص وكالة شهاب للأنباء من خلال سياساتها على الحفاظ على حقوق الشعب الفلسطيني ودعمها بكل الوسائل، كما تسعى من خلال أدواتها المختلفة لإظهار صور معاناة الشعب الفلسطيني بسبب ممارسات الاحتلال الصهيوني بحقّه في مختلف المجالات.
نسعى لتقديم رسالتنا من خلال التغطية الإعلامية الشّاملة، حيث نعمل على توثيق الحقائق بالصوت والصورة لتصل للعالم أجمع عبر قنوات ووسائل الاتصال الواسعة التي نتمتع بها.
ما يميزنا هو الكوادر الإعلامية المتخصّصة في مجال الخدمات الإعلاميّة المتكاملة إلى جانب تعاملنا بأحدث التقنيات الإلكترونية.
يتمتّع زبائننا دائما بميزة السبّق الصّحفي وحصريّة الأخبار والصّور التي تنفرد بها شهاب دائماً.

## أكبر الصفحات الإخبارية الفلسطينية عالفيسبوك
وكانت صفحة الوكالة على الفيسبوك قد وصلت لما يقارب الستة ملايين معجب، لتكون بذلك أكبر الصفحات الإخبارية الفلسطينية وأكثرها فعاليةً على موقع «فيسبوك».

## جوائز
حازت الوكالة على جائزة تقدير وزارة الإعلام الفلسطينية لعام 2010 .
حازت الوكالة على جائزة أفضل موقع إلكتروني في مهرجان اتحاد الإذاعات والتلفزيونات الإسلامية في العام 2012.

## التضييق

### حذف صفحاتها على الفيسبوك
في فبراير 2015 قامت إدارة موقع «فيسبوك» بحذف الصفحة الرئيسية لوكالة «شهاب» للمرة الرابعة على التوالي، وهذه المرة دون إبداء أي سبب للحذف ودون تحذيرات قبل الحذف.
وقامت وكالة «شهاب» بالنشر على صفحتها الاحتياطية -بنفس الاسم- والتي يبلغ عدد معجبيها نحو نصف مليون معجب، لتواصل نشاطها ونشر الأخبار والتقارير ومقاطع الفيديو المختلفة، دون التوقف عن النشر.
يذكرُ أن إدارة موقع «فيسبوك» قامت بحذف عدة صفحات فلسطينية فاعلة، لوكالات ومواقع إخبارية وفضائيات ووسائل إعلام من قبل، في حملة يراها المتابعون استهدافًا لكل الصفحات التي تناصر المقاومة والقضية الفلسطينية وتفضح الجرائم الإسرائيلية.
في يوليو ٢٠٢١، حذفت إدارة «فيسبوك» صفحة وكالة شهاب للأنباء بعدما تجاوز عدد متابعيها ٧ ملايين بذريعة انتهاك سياسات الموقع.